# 3000 миль до Грейсленда
«3000 миль до Грейсленда» (англ. 3000 Miles to Graceland) — американський бойовик 2001 року.

## Сюжет
Майкл, який зовсім недавно вийшов з в'язниці, отримує пропозицію від давнього знайомого Мерфі. Той пропонує Майклу, разом з іншими знайомими, у вигляді Елвіса Преслі пограбувати найбільше казино Лас-Вегаса. Під час пограбування одного з нападників убивають, а решті вдається втекти на вертольоті. Після, у мотелі, коли злочинці починають ділити здобич, з'ясовується, що Мерфі ні з ким не має наміру ділитися награбованим. Він починає усувати своїх подільників і тепер Майклу не до грошей, головне залишитися живим.

## У ролях
| Актор             | Роль           |
| ----------------- | -------------- |
| Курт Расселл      | Майкл Зейн     |
| Кевін Костнер     | Мерфі          |
| Кортні Кокс       | Сібіл Вейгроу  |
| Крістіан Слейтер  | Гансон         |
| Кевін Поллак      | Демітрі        |
| Девід Аркетт      | Гас            |
| Джон Ловітц       | Джей Петерсон  |
| Гоуі Лонг         | Джек           |
| Томас Гейден Черч | Квіглі         |
| Бокім Вудбайн     | Франклін       |
| Айс-Ті            | Гамільтон      |
| Девід Кей         | Джессі Вейгроу |
| Луїс Ломбарді     | Отто Сінклер   |